# Ков'язька селищна рада
Ков'я́зька се́лищна ра́да — адміністративно-територіальна одиниця та орган місцевого самоврядування в Валківському районі Харківської області. Адміністративний центр — селище міського типу Ков'яги.

## Загальні відомості
- Ков'язька селищна рада утворена в 1921 році.
- Територія ради: 78,81 км²
- Населення ради: 3 713 особи (станом на 2001 рік)

## Населені пункти
Селищній раді підпорядковані населені пункти:
- смт Ков'яги
- с. Журавлі
- с. Розсохівка
- с. Трохимівка
- с. Халимонівка

## Склад ради
Рада складається з 22 депутатів та голови.
- Голова ради: Путінцев Віктор Петрович
- Секретар ради: Титаренко Наталія Анатоліївна

### Керівний склад попередніх скликань
| Прізвище, ім'я, по батькові | Основні відомості                                                        | Дата обрання | Дата звільнення |
| --------------------------- | ------------------------------------------------------------------------ | ------------ | --------------- |
| Путінцев Віктор Петрович    | Селищний голова, 1959 року народження, освіта вища, член Народної партії | 26.03.2006   | 31.10.2010      |
| Путінцев Віктор Петрович    | Селищний голова, 1959 року народження, освіта вища, член Партії регіонів | 31.10.2010   |                 |

Примітка: таблиця складена за даними сайту Верховної Ради України

### Депутати
За результатами місцевих виборів 2010 року депутатами ради стали:

#### За суб'єктами висування
| Суб'єкт висування    | Кількість обраних депутатів | %    |
| -------------------- | --------------------------- | ---- |
| Партія регіонів      | 18                          | 81,8 |
| Самовисування        | 3                           | 13,6 |
| Партія «Відродження» | 1                           | 4,5  |

#### За округами
| № округу             | Прізвище, ім'я, по батькові      | Дата визнання обраним | Освіта             | Партійна приналежність | Відомості про обраного депутата                            |
| -------------------- | -------------------------------- | --------------------- | ------------------ | ---------------------- | ---------------------------------------------------------- |
| Партія «ВІДРОДЖЕННЯ» |                                  |                       |                    |                        |                                                            |
| 14                   | Макаренко Микола Андрійович      | 03.11.2010            | середня спеціальна | позапартійний          | ст. Ков'яги ЮЖД, прийомоздавець вантажу ст. Ков'яги        |
| Партія регіонів      |                                  |                       |                    |                        |                                                            |
| 1                    | Конєва Любов Сергіївна           | 03.11.2010            | середня спеціальна | член Партії регіонів   | пенсіонер                                                  |
| 2                    | Салащенко Наталія Іванівна       | 03.11.2010            | вища               | член Партії регіонів   | УКрпошта, нач. поштового відділення                        |
| 3                    | Гончаренко Валерій Олександрович | 03.11.2010            | середня            | член Партії регіонів   | ПП Бабунц К. Т., водій                                     |
| 4                    | Більдій Світлана Іванівна        | 03.11.2010            | середня            | член Партії регіонів   | ЦКЛ № 5, молодша. медична сестра                           |
| 5                    | Собко Тетяна Володимирівна       | 03.11.2010            | середня спеціальна | член Партії регіонів   | Селищна бібліотека, бібліотекар                            |
| 6                    | Кисельова Наталія Вікторівна     | 03.11.2010            | вища               | член Партії регіонів   | ДО Комбінат Планета, бухгалтер                             |
| 7                    | Макогон Оксана Іванівна          | 03.11.2010            | вища               | член Партії регіонів   | Ков"язької СШ І-ІІІ ст., директор                          |
| 8                    | Боброва Олена Володимирівна      | 03.11.2010            | середня спеціальна | член Партії регіонів   | Ков"язька селищна рада, бухгалтер                          |
| 10                   | Оберемок Людмила Анатоліївна     | 03.11.2010            | вища               | член Партії регіонів   | Ков"язька селищна рада, спеціаліст 2 категорії             |
| 11                   | Сагай Вікторія Віталіївна        | 03.11.2010            | вища               | член Партії регіонів   | Ков"язька СШ І-ІІІ ст., психолог                           |
| 15                   | Коденко Михайло Миколайович      | 03.11.2010            | середня            | член Партії регіонів   | тимчасово не працює                                        |
| 16                   | Стецюра Микола Васильович        | 03.11.2010            | середня спеціальна | позапартійний          | Комбінат «Планета», начальник варти ВВО                    |
| 17                   | Басова Тамара Миколаївна         | 03.11.2010            | середня спеціальна | член Партії регіонів   | ТОВ "Ков'ягівське", апаратник обробки зерна                |
| 18                   | Россоха Світлана Вікторівна      | 03.11.2010            | середня спеціальна | член Партії регіонів   | тимчасово не працює                                        |
| 19                   | Сергієнко Микола Васильович      | 03.11.2010            | вища               | член Партії регіонів   | пенсіонер                                                  |
| 20                   | Руденко Людмила Іванівна         | 03.11.2010            | вища               | член Партії регіонів   | Ков"язької селищної ради, головний бухгалтер               |
| 21                   | Титаренко Наталія Анатоліївна    | 03.11.2010            | вища               | член Партії регіонів   | Ков"язької селищної ради, секретар с\р                     |
| 22                   | Набойченко Ольга Сергіївна       | 03.11.2010            | середня спеціальна | член Партії регіонів   | Ков"язький Дитячий навчальний заклад «Ромашка», вихователь |
| Самовисування        |                                  |                       |                    |                        |                                                            |
| 9                    | Березняк Микола Панасович        | 03.11.2010            | вища               | позапартійний          | ДП «Аерорух», радіотехник                                  |
| 12                   | Шев'якова Світлана Степанівна    | 03.11.2010            | середня спеціальна | позапартійна           | РВЕ Харківобленерго, інспектор                             |
| 13                   | Попов Микола Васильович          | 03.11.2010            | середня            | позапартійний          | ВАТ «ХарківГаз», майстром                                  |